# Crambus leuconotus
Crambus leuconotus là một loài bướm đêm trong họ Crambidae.